# Línea K (Metrocable de Medellín)
La Línea K del Metrocable de Medellín, también conocida como Metrocable de Santo Domingo Savio, es una línea de teleférico utilizada como sistema de transporte masivo de mediana capacidad, inaugurada el 7 de agosto de 2004. Su trazado atraviesa las comunas 1 Popular y Santa Cruz de Medellín de oriente a occidente y viceversa, en una longitud total de 2.07 km, de forma elevada. Posee una capacidad máxima de 3 000 pasajeros hora sentido, 93 telecabinas, un tiempo de recorrido de 9 minutos con una frecuencia máxima de 12 segundos entre éstas y una velocidad comercial de 18 km/h.
Cuenta con cuatro estaciones, dos de ellas con integración a otras líneas y todas elevadas. Sirve directamente a la comuna Santa Cruz con una estación y la comuna de 1 Popular con dos estaciones. 
La Línea K se eleva 399 metros, sorteando una pendiente promedio del 20 % y una pendiente máxima de 49 %, apoyándose en 20 pilonas con una altura mínima de 10.5 metros y una máxima de 33.6 metros.
La Línea K del Metrocable se construyó en la zona nororiental de la ciudad , atravesando las comunas 1 Popular y 2 Santa Cruz. Éstas fueron el resultado de la invasión de terrenos y el loteo ilegal que tuvo lugar entre los años 1950 y 1960. La configuración espacial de esta línea es consecuencia de la «ocupación ilegal de tierras por inmigrantes del campo a la ciudad y sus procesos de legalización e integración en el entorno urbano».

## Historia

### Contexto
Al finalizar el siglo XX, estas dos comunas se destacaban por su alta densidad poblacional, con más de 400 habitantes por hectárea. El acceso a la zona era problemático, resultado del crecimiento urbano a través de la autoconstrucción y procesos informales de urbanización, con una escasa intervención estatal en la organización del territorio, que se limitaba principalmente a la provisión de servicios públicos. La topografía abrupta complicaba la adecuación de la infraestructura vial, y el transporte público era ofrecido por empresas privadas que operaban en las limitadas vías de acceso, frecuentemente negociando rutas complejas hacia el centro de la ciudad.
La llegada del Metro de Medellín en 1995 hizo aún más evidente las carencias en accesibilidad del sector, dado que la línea principal del Metro, que corre paralela al río que cruza la ciudad de forma longitudinal, tenía limitadas vías de acceso a las estaciones y no se logró facilitar el acceso desde las partes altas de las laderas. La idea de establecer un teleférico era prometedora, ya que ofrecería la posibilidad de eludir estos obstáculos y atraer a nuevos usuarios al sistema del tren metropolitano, que en ese entonces presentaba un volumen de pasajeros diario considerablemente inferior a su capacidad. La empresa Metro de Medellín, bajo la propiedad del municipio de Medellín y del departamento de Antioquia, desarrolló estudios técnicos durante la década de 1990, sin que la idea estuviera aún en el centro del debate sobre la ciudad ni en los planes de desarrollo urbano.

### Proyecto
La historia de este proyecto se inicia en 1999, cuando la Empresa de Transporte Masivo del Valle de Aburrá Ltda. comenzó a explorar alternativas de expansión a través de sistemas de mediana capacidad, con el objetivo de aumentar su cobertura y conectar a más ciudadanos en la región metropolitana. En este proceso, se realizaron estudios para evaluar la viabilidad técnica de nuevos corredores en diversas áreas de la ciudad, incluyendo un teleférico que recorrería la Calle 107 en la zona nororiental de Medellín. Estas propuestas fueron presentadas a la administración municipal de ese momento, que decidió incorporar este corredor en su Plan de Desarrollo.
En el año 2001, el Metro de Medellín llevó a cabo la presentación del Metrocable ante los candidatos a la alcaldía, destacando sus beneficios en la interconexión de los barrios populares y marginados con el resto de la ciudad. Sin embargo, la idea de un cable aéreo en un contexto urbano como este no tenía precedentes. Se disponía de estudios que confirmaban su factibilidad técnica y económica, pero la osadía de la propuesta generó escepticismo y burla en el ámbito político, donde fue tildada de «juguete». El único candidato que se comprometió con la iniciativa fue Luis Pérez Gutiérrez (2001-2004), quien resultó ganador en las elecciones de ese año.
La iniciativa fue vista por muchos como excesivamente arriesgada. Se proponía la instalación de un teleférico en un entorno urbano, que se integraría con el tren metropolitano y tendría estaciones intermedias, además de un alto nivel de utilización. En la época, no había ningún sistema de teleférico que cumpliera con esos requisitos, ya que las instalaciones existentes eran principalmente turísticas, funcionando solo durante unos meses al año y en horarios limitados, lo que contrastaba con la visión para Medellín.

### Desafíos técnicos

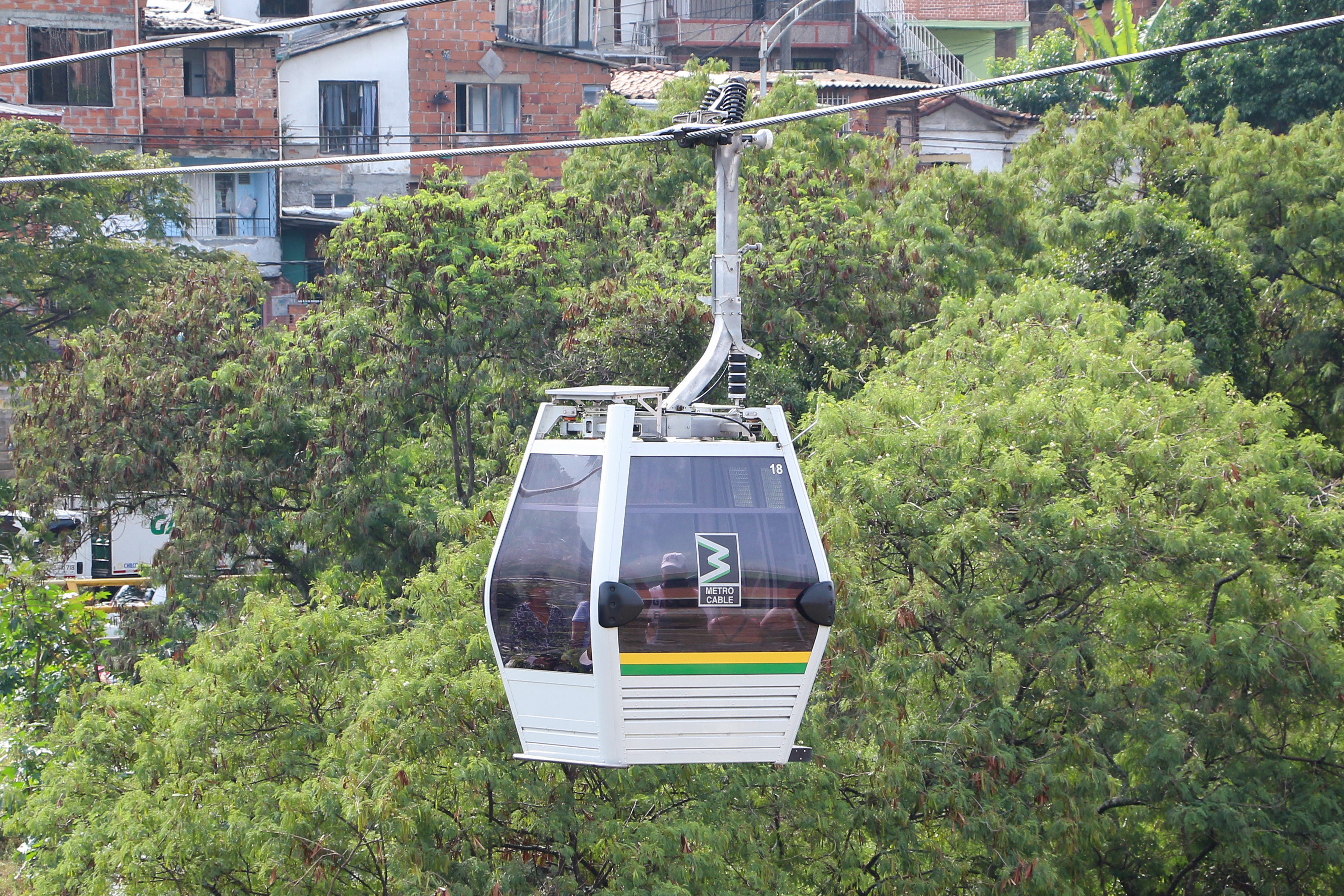
Línea K del Metrocable de Medellín

A pesar de los obstáculos, el equipo encargado del proyecto no se desalentó y, con la intención de implementar un teleférico para el transporte de pasajeros en la ciudad, visitó a operadores y fabricantes en diferentes partes del mundo. La finalidad era que se comenzaran a desarrollar algunas propuestas para la construcción de este nuevo medio de transporte en las comunas 1 y 2 de la zona nororiental, que se distingue por su pronunciada pendiente y, como ya se mencionó antes, su alta densidad poblacional.
Así comenzaron a surgir las dificultades técnicas. La primera de ellas se refería a la localización de la estación motriz, que albergaría el motor y el reductor del cable. Aunque el barrio Santo Domingo se consideraba la mejor opción desde el diseño, se eligió la estación Acevedo por la confiabilidad de su suministro eléctrico, lo que facilitaba la conexión a la red del tren metropolitano de la ciudad.
Se hizo necesario resolver el inconveniente relacionado con los gálibos, que son las zonas despejadas de obstáculos para el tránsito de las cabinas, así como las alturas requeridas. En el diseño se incluían cruces con vías vehiculares, algo que no se observaba en los sistemas de cables invernales europeos. Para el proyecto de Medellín, era fundamental que la estructura se elevara, manteniendo un gálibo de 4,5 metros entre la vía y el nivel inferior de la cabina. La localización de las pilonas constituyó otro desafío, dado que se debía seleccionar su posición para causar la menor interferencia posible en una área densamente poblada. En ese periodo, no se disponía de las herramientas digitales que estuvieron disponibles tiempo después, lo que significaba que cualquier reubicación de una pilona en el diseño requería la modificación de todo el trazado.
Se definió un trazado preliminar que contemplaba las dos estaciones intermedias, los gálibos y la ubicación de las pilonas. Con esta base, se dio comienzo al proceso de contratación, el cual fue adjudicado a una unión temporal conformada por las empresas Poma de Francia, Conconcreto y Termotécnica de Colombia.

### Construcción

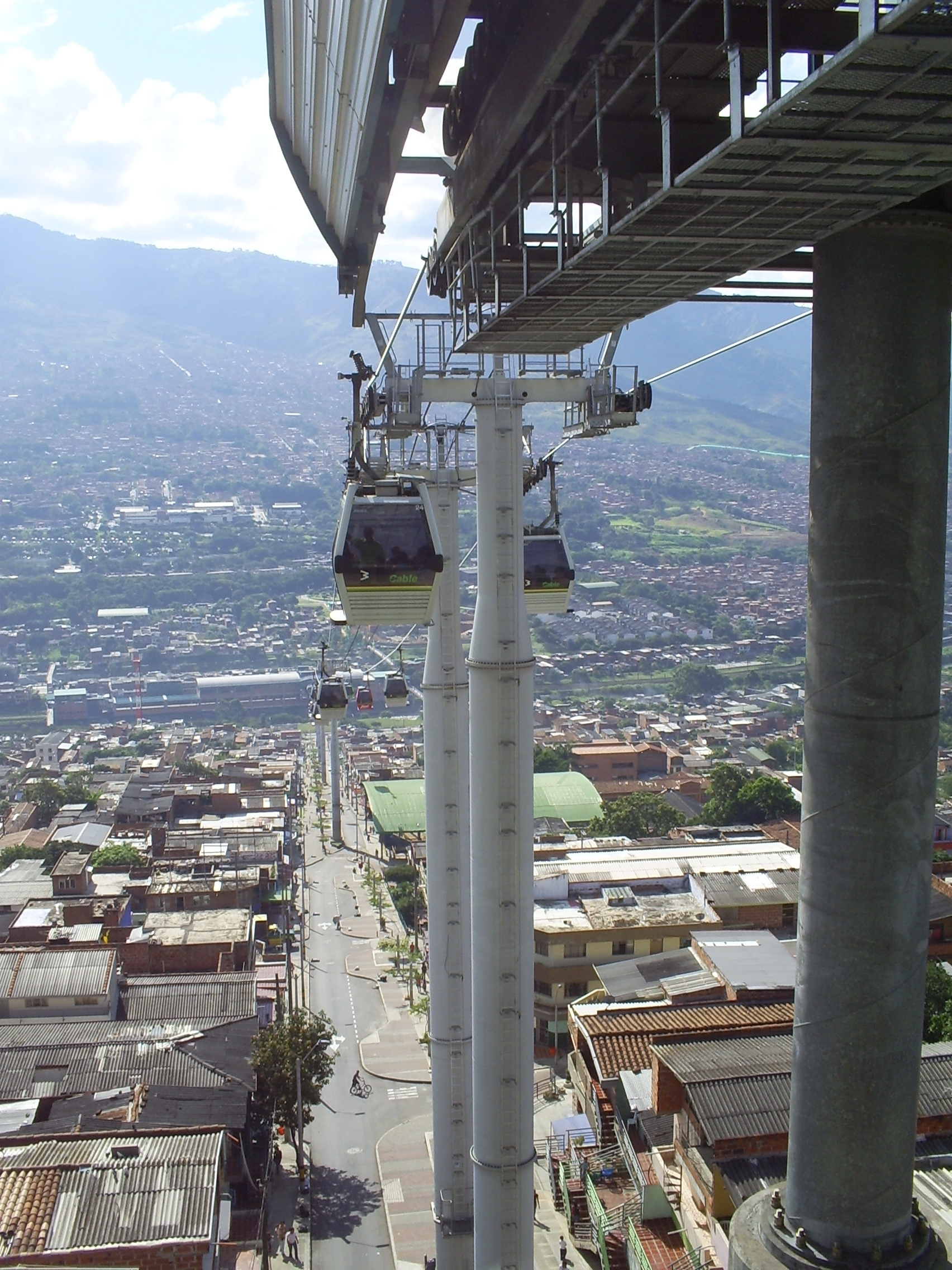
Línea K del Metrocable de Medellín

Con el comienzo de la construcción, las interfaces entre el sistema electromecánico y la obra civil se convirtieron en un reto considerable. Este periodo estuvo marcado por la necesidad de realizar ajustes y de buscar soluciones a los desafíos que planteaba la interacción entre el sistema electromecánico, que incluía las cabinas y los cables, la obra civil y la gestión social, la cual fue activa y comenzó a desarrollarse incluso antes de que se iniciara la construcción.
Los equipos de Línea K eran representativos de la tecnología más avanzada del momento. Sin embargo, dado que el sistema operaba 19 horas al día, todos los días de la semana, algunos materiales se desgastaron rápidamente después de que comenzó el servicio comercial, lo que hizo necesario sustituirlos por otros más robustos. Este fue el caso de las ruedas de circulación y ciertos elementos de caucho. Este proceso promovió la homologación de componentes con empresas locales y la generación de conocimiento y experiencia tanto para la empresa Metro de Medellín Ltda. como para el proveedor, quien ha podido mejorar sus sistemas para operar en otras instalaciones en Medellín y en otras ciudades del mundo. De hecho, el metrocable Picacho o línea P, contaría, entre otras innovaciones, con un sistema de transmisión directa, una tecnología más avanzada que permite transmitir el movimiento directamente a la polea del cable sin la necesidad de un reductor.
La capacitación del personal realizada por el contratista fue fundamental, pero resultó ser insuficiente, lo que obligó a una intensificación y profundización de la misma. También se diseñaron rutinas de mantenimiento que se alinean con las necesidades de la Línea K.

### Inauguración
El 30 de julio de 2004 se programó la inauguración del vuelo inicial para la fase educativa del Metrocable. En la estación Acevedo, el ambiente estaba impregnado de una mezcla de alegría, nerviosismo y expectativa. En la inauguración del Metrocable de la zona nororiental de Medellín, el presidente del momento Álvaro Uribe se encontraba entre los invitados especiales. Al abordar la primera cabina, comenzó su trayecto, pero al llegar a la pilona 4, el sistema se detuvo, dejando las cabinas suspendidas. Se descubrió que un hilo de cometa había causado el inconveniente. Esta anécdota provocó risas y cierta tensión, aunque la situación se resolvió rápidamente, permitiendo que las cabinas continuaran su viaje, mientras los vecinos y el equipo de Metro de Medellín Ltda. celebraban con aplausos el esfuerzo de años.
Luego de la fase instructiva, el 7 de agosto de 2004, las telecabinas iniciaron su operación comercial, lo que resultó en un beneficio significativo para los habitantes de la zona nororiental de Medellín y del resto del área metropolitana del Valle de Aburrá.
De esta manera la empresa Metro de Medellín Ltda., que hasta el año 2004 había estado dedicándose al transporte de pasajeros mediante vías férreas, asumió el reto de poner en marcha el primer sistema de teleférico urbano para el transporte de pasajeros a nivel mundial. Años después, se puede afirmar que se han superado con éxito los múltiples desafíos tecnológicos y operativos que presentó la línea K.

## Recorrido

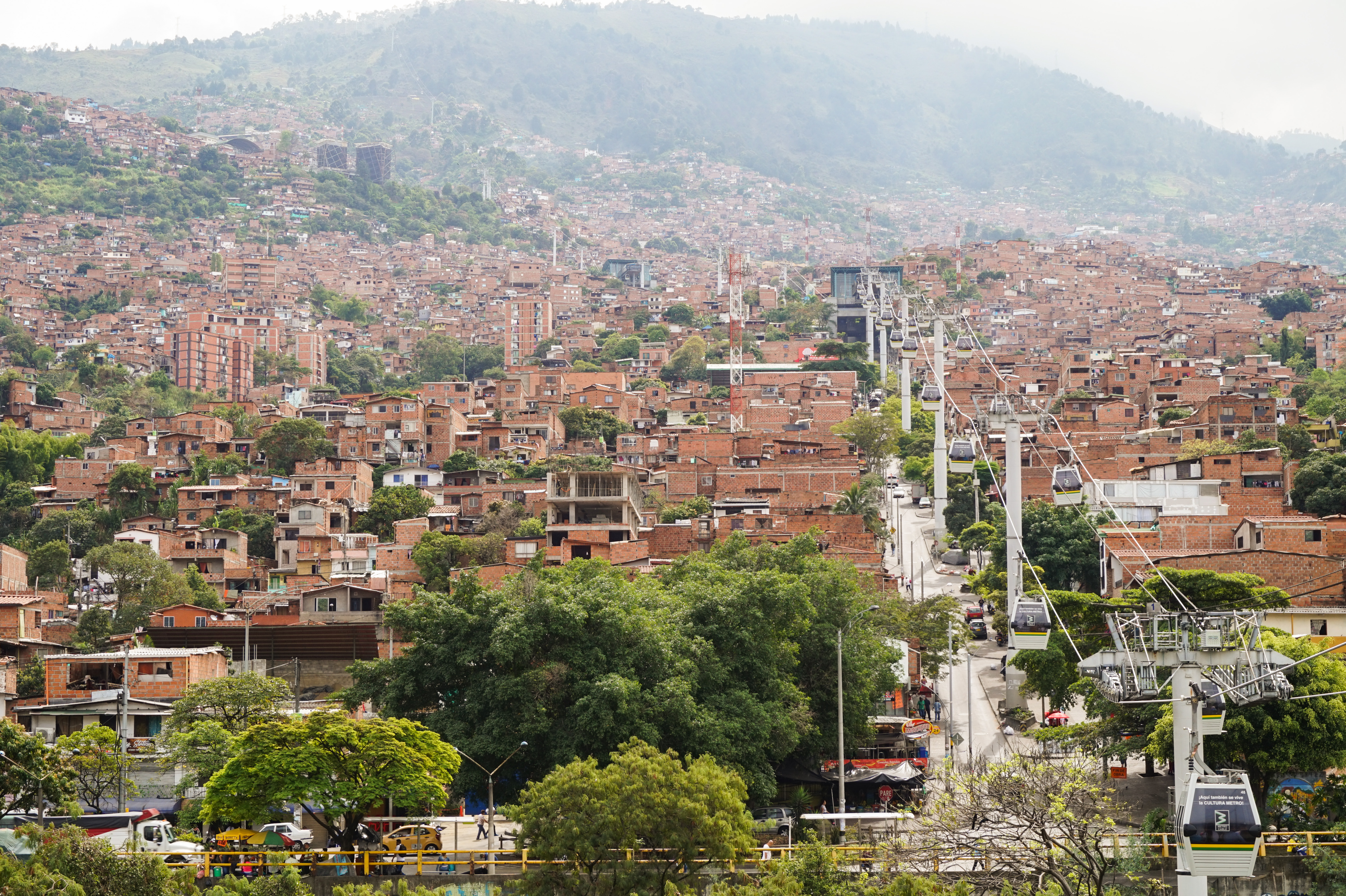
Línea K del Metrocable de Medellín

La línea K inicia su recorrido desde el río Medellín a la altura de la estación multimodal Acevedo hacia el este. La primera estación en este sentido es Andalucía, ubicada en el barrio homónimo de la comuna 2 Santa Cruz. Luego ingresa a la comuna 1 Popular en la estación Popular en el barrio homónimo de esta comuna; continúa su recorrido hasta la estación Santo Domingo Savio, terminal y de interconexión, ubicada en el barrio homónimo de la comuna 1, en donde termina su recorrido y se enlaza con la línea L en la estación Arví. En el sentido inverso, esto es, de este hacia el río Medellín, su trayecto es exactamente el mismo.

## Estaciones
La línea K del Metrocable de Medellín cuenta con cuatro estaciones de teleféricos, todas ellas se encuentran en el municipio de Medellín. La totalidad de las estaciones están adaptadas para facilitar el ingreso a personas de movilidad reducida (PMR).
A continuación, el listado de las estaciones de la línea K de oriente a occidente. En negrita, estaciones de combinación con otras líneas del SITVA.
| Estación            | Inauguración            | Comuna              | Dirección                                                            | Interconexión | Tipo de estación            | Posición |
| ------------------- | ----------------------- | ------------------- | -------------------------------------------------------------------- | ------------- | --------------------------- | -------- |
| Santo Domingo Savio | 7 de agosto de 2004     | Número 1 Popular    | Carrera 51A # 46-08                                                  |               | Terminal y de interconexión | Elevada  |
| Popular             | 7 de agosto de 2004     | Número 1 Popular    | Carrera 42B # 107-61                                                 | —             | De paso                     | Elevada  |
| Andalucía           | 7 de agosto de 2004     | Número 2 Santa Cruz | Carrera 46A # 107-3                                                  | —             | De paso                     | A nivel  |
| Acevedo             | 30 de noviembre de 1995 | Número 5 Castilla   | Acceso norte: Carrera 63 # 103G-202 Acceso sur: Carrera 63 # 103G-86 |               | De paso y de interconexión  | A nivel  |

## Impacto social
La Línea K del Metrocable se construyó en la zona nororiental de la ciudad, atravesando las comunas 1 Popular y 2 Santa Cruz. Éstas fueron el resultado de la invasión de terrenos y el loteo ilegal que tuvo lugar entre los años 1950 y 1960. La configuración espacial de esta línea es consecuencia de la «ocupación ilegal de tierras por inmigrantes del campo a la ciudad y sus procesos de legalización e integración en el entorno urbano».
Dentro del plan de desarrollo urbano para el periodo 2001-2003, el Metrocable se posicionó en dos líneas clave: la justicia social y el desarrollo de la competitividad. Las comunas 1 Popular y 2 Santa Cruz enfrentaban un desempleo que era tres veces más alto que el promedio de la ciudad, además de una pobreza alarmante, situaciones que se vieron agravadas por una crisis económica y la necesidad de reestructuración económica desde la década de 1980. En esa época, el municipio enfrentaba serias dificultades financieras a causa de las deudas contraídas para la construcción del tren metropolitano. Además, esta área de la ciudad se convirtió en el centro de la violencia relacionada con el narcotráfico, cuando Medellín alcanzó el título de la ciudad más violenta del mundo, con una tasa de 381 homicidios por cada 100 000 habitantes en 1992. Este y otros sectores se volvieron prácticamente ingobernables, con altos índices de sicariato y la presencia de bandas delincuenciales, milicias y otros actores armados.
Antes de la llegada del Metrocable, las comunas 1 Popular y 2 Santa Cruz eran vistas de manera muy negativa, con una imagen estigmatizada que las describía como sectores marginados, empobrecidos, violentos y fuera de control. Ante estas circunstancias sociales y la débil presencia de instituciones estatales legítimas, el sector quedó bajo el control de grupos mafiosos. Estos grupos ejercían influencia sobre jóvenes que luchaban por el dominio territorial, con el objetivo de controlar el microtráfico de drogas y extorsionar a los conductores de autobuses y a pequeños comerciantes. Una de las repercusiones de esta situación fue la restricción de la libre circulación de personas, impuesta por las fronteras invisibles que se establecieron entre los barrios y dentro de ellos.
El Metrocable se adentró en un área caracterizada por importantes problemas de accesibilidad, así como por altos niveles de pobreza, desigualdad, criminalidad y una notable falta de intervención estatal.
La intervención estatal en la búsqueda de la reducción de las desigualdades requiere de una voluntad política decidida. Sin embargo, la situación en las periferias populares de Medellín era complicada, ya que restablecer la presencia, el control y la legitimidad del Estado implicaba enfrentar a poderosas organizaciones ilegales y reprimir, al menos en parte, una amplia economía subterránea. El Metrocable brindó una alternativa de movilidad segura y estable, no solo para los habitantes de la zona hacia el resto de la ciudad, sino también para facilitar el acceso a las instituciones estatales y a la economía formal local.
Así, el Metrocable se configura como un proyecto que no solo reafirma el territorio y promueve la gobernanza, sino que también se presenta como una iniciativa de justicia social, con el propósito de mejorar las condiciones de vida de los habitantes de uno de los sectores más vulnerables de Medellín. Esta aspiración de inclusión social y territorial se ve potenciada por la administración siguiente, que explota de manera sistemática el potencial transformador del Metrocable a través de un conjunto de obras urbanísticas complementarias. El alcalde independiente Sergio Fajardo (2004-2007) planteó como objetivo saldar la «deuda social y territorial» que la ciudad tenía con este y otros sectores empobrecidos y desatendidos de las periferias urbanas, iniciando por la zona donde se construyó la primera línea del Metrocable.
La Línea K se consolidó como el eje y ejemplo para intervenciones posteriores, organizadas en el contexto del Proyecto Urbano Integral —PUI—. Los PUI tenían como meta integrar el teleférico en el tejido urbano, con el fin de promover nuevas dinámicas de desarrollo local, mediante un conjunto de intervenciones que involucraban el transporte, el medio ambiente, la vivienda y el espacio público. Los PUI formaron parte de una iniciativa más extensa de desarrollo urbano que buscaba mejorar las condiciones de vida en los sectores más empobrecidos de la ciudad, mediante la creación de parques biblioteca, la construcción de escuelas de alta calidad y una inversión constante y significativa en educación y acceso a nuevas tecnologías. Esta iniciativa se identificó como «urbanismo social», aunque el impacto social y la sostenibilidad de estos proyectos a largo plazo siguen siendo inciertos.

### Movilidad
El desafío de un proyecto de transporte se manifiesta en su impacto efectivo en la movilidad y en su capacidad para captar la demanda de transporte público. 3. Con una inversión de 23 millones de dólares estadounidenses, la Línea K del Metro de Medellín se propuso mejorar la movilidad, acortar los tiempos de viaje, incrementar la calidad y la fiabilidad del transporte, así como disminuir el costo del viaje para los usuarios. Antes de la inauguración del Metrocable, los usuarios debían realizar dos trayectos en autobús: uno desde la zona nororiental hacia el centro y otro desde el centro hasta su destino final. Las comunas 1 y 2 ofrecían, antes de este proyecto, una amplia variedad de rutas de autobús, principalmente con dirección al centro de la ciudad.
Evaluar el impacto del teleférico urbano en Medellín es un desafío por diversas razones. Primero, los efectos no son directos ni mecánicos. Segundo, la escasez de datos estadísticos, especialmente en relación con los diferentes aspectos de la vida «informal», complica la identificación de tendencias significativas y la elucidación de relaciones de causalidad. El cable aéreo tiene una capacidad de 3 000 pasajeros por hora y 30 000 por día, lo que sugiere un uso potencial para el 10 % de la población de la zona de influencia directa del Metrocable. Esta zona incluye los barrios donde se encuentran las estaciones con acceso directo y fácil, abarcando cerca de 1,5 km² (150 ha) y 150 000 habitantes. Además, representa el 4 % del total de la población de la zona. En las horas de mayor tráfico, que van de las 05:00 a 08:00 horas y de 18:00 a 20:00 horas, el Metrocable se utiliza a su máxima capacidad en una dirección, lo que provoca largas filas y tiempos de espera. Este sistema ha logrado captar una parte importante de la demanda de transporte público, aunque su alcance es limitado si se considera el número de habitantes de la zona, quienes podrían ser usuarios potenciales. Tres factores pueden explicar estas cifras: el costo del servicio del Metro, la diferencia entre el perfil de los usuarios del Metro y el de los residentes de las comunas del sector nororiental, así como las prácticas de movilidad de la población.
En su mayoría, los usuarios del Metrocable son trabajadores que poseen un contrato en las industrias o que prestan servicios en distintos barrios de la ciudad. Para estos individuos, el Metrocable se traduce en un beneficio significativo, ya que les facilita el acceso al centro en 20 minutos y les permite llegar a las fábricas del sur de Medellín en aproximadamente 40 minutos, pagando solo un pasaje. No obstante, el acceso al cable puede suponer largas caminatas, frecuentemente en áreas empinadas y con un acceso complicado a las estaciones —que presentan numerosas escaleras, entre otros retos—, y las esperas en las horas de mayor afluencia pueden extenderse hasta una hora. Por lo tanto, el tiempo ahorrado al utilizar el Metrocable varía considerablemente según los trayectos que se lleven a cabo.
En otro orden de ideas, para un trayecto directo, como el que lleva al centro de la ciudad, un autobús convencional puede resultar más económico y rápido si se toma en cuenta el tiempo de caminata y espera. Sin embargo, el costo del transporte, ya sea en Metro o Metrocable o ambos, o autobús, es elevado en comparación con los ingresos de los residentes de la zona, la mayoría de los cuales carece de un empleo estable. Para aquellos que perciben el salario mínimo, el gasto diario en transporte para ir y volver de su trabajo, que para el año 2012 ascendía a aproximadamente $3 000 pesos colombianos, lo que se traduce en cerca de $81 000 al mes, representando alrededor del 15 % de sus ingresos, sin incluir los gastos de transporte de otros miembros de la familia.
En consecuencia, aquellos individuos que se encuentran en una situación laboral informal o carecen de ingresos estables deben restringir sus movimientos a lo que es absolutamente necesario. Las ayudas económicas destinadas a los estudiantes universitarios son de utilidad para un número reducido de personas, dado que no son muchos los que logran acceder a la educación superior en este ámbito. Por lo tanto, el costo del Metro/Metrocable hace que jóvenes, pensionados y amas de casa lo utilicen de forma ocasional. En un estudio exploratorio llevado a cabo en 2009 con los habitantes de la zona, se encontró que la mitad de los entrevistados había viajado en el Metrocable solo un par de veces, y solo dos mencionaron que nunca lo habían utilizado. Así, la tarifa, que resulta ventajosa para aquellos que pueden ahorrar en largos trayectos hacia sus trabajos en el sector formal, se transforma en una barrera para un uso más extendido del Metrocable.
Ciertamente, la empresa Metro de Medellín Ltda. indicó en el 2009 que el 88 % de sus usuarios pertenece a los estratos 1, 2 y 3; sin embargo, solo un 8 % de ellos vive en el estrato 1. En la ciudad, los estratos 2 y 3 son los más predominantes. De acuerdo con las estadísticas de Metro de Medellín Ltda., el usuario típico es un trabajador del sector formal, que constituye el 70 %, mientras que el sector informal representa únicamente el 13 % de los usuarios. Este contraste es evidente al comparar el perfil de los habitantes de las comunas 1 y 2, donde la mayoría de los trabajadores se dedica al sector informal. Las reglas de uso del Metro y Metrocable establecen barreras adicionales para estos trabajadores; puesto que no pueden utilizar el Metrocable debido a la restricción de llevar cargas pesadas, y prefieren caminar hasta el centro para evitar los costos de transporte.
Es importante resaltar que el Metrocable no ha cambiado drásticamente las prácticas de movilidad de los habitantes del sector. Las dinámicas que existían antes de la instalación del cable aéreo, tales como las costumbres diarias, el sentido de pertenencia barrial y el control territorial, siguen teniendo un efecto en los resultados inmediatos de este nuevo sistema de transporte. La implementación del proyecto de cable aéreo no se puede realizar de manera instantánea, dado que las dinámicas establecidas han perdurado durante medio siglo. El análisis preliminar revela que el 30 % de los encuestados no abandonan su barrio. Los jubilados, en su mayoría, se desplazan fuera del barrio únicamente para consultas médicas o para visitar a familiares, mientras que los jóvenes optan por caminar hacia barrios adyacentes para participar en actividades sociales y recreativas. Muchos de los entrevistados mencionan que salen de su sector, especialmente hacia el centro, cuando les corresponde y para realizar gestiones, es decir, una vez al mes para atender obligaciones administrativas.
La caminata se mantiene como el medio de transporte más utilizado, dado que el 70 % de los encuestados realiza su movilidad diaria a pie, a veces cubriendo distancias largas. Esta práctica de movilidad está centrada en el barrio. A excepción de los trabajadores y los jóvenes, muchos residentes no sienten la necesidad de abandonar su barrio. La economía y el tejido social se desarrollan principalmente en el barrio.
Al igual que en otros barrios populares de Colombia, la mayoría de los habitantes de la zona nororiental de Medellín desarrollan su vida económica y social dentro de su entorno, utilizando principalmente la caminata como medio de transporte. Especialmente las mujeres, los jóvenes y los jubilados no consideran necesario ni atractivo gastar dinero en el transporte público, ya que todo lo que requieren se encuentra en su barrio: la familia, las oportunidades laborales y los espacios de encuentro social, entre otros. Así, hay poca evidencia que indique que el Metrocable haya promovido un aumento en los viajes no esenciales o una mejor integración en la vida de la ciudad. Esto nos invita a reflexionar sobre la conexión entre movilidad, accesibilidad y el derecho a la ciudad. Más allá del acceso a las áreas centrales, el derecho a la ciudad se traduce en un derecho a una vida urbana renovada.

### Percepción de los habitantes
Uno de los logros más significativos del proyecto Metrocable ha sido su capacidad para cambiar la percepción de los barrios periféricos en la zona nororiental de la ciudad. Hoy en día, un renovado sentimiento de orgullo y dignidad se refleja en las palabras de los habitantes de esta área, gracias a la nueva infraestructura. El Metrocable ha transformado este sector urbano, que había sido históricamente asociado con el narcotráfico y la violencia. El éxito del Metrocable, junto con las obras urbanísticas complementarias, ha tenido un impacto social considerable, mejorando la imagen de esta zona tanto desde dentro como desde fuera, y ofreciendo una nueva cara de Medellín en el ámbito nacional e internacional.
Las investigaciones realizadas demuestran un notable incremento en la autoestima de la comunidad y un refuerzo del sentido de inclusión que ha traído consigo el cable aéreo y el proyecto urbano integral. A cinco años de su inauguración, las opiniones de los habitantes entrevistados son claras y contundentes. El Metrocable es valorado como una obra importante, y los residentes de las áreas adyacentes perciben que su bienestar ha sido atendido, resultando en una mejora considerable de sus condiciones de vida. La inmensa mayoría de las personas entrevistadas en un trabajo de campo entre junio y noviembre de 2009 opinó que el Metrocable ha sido una infraestructura favorable, induciendo transformaciones positivas en la comunidad. Más del 75 % de los encuestados consideró que el Metrocable no presentó efectos negativos, mientras que el resto mencionó, principalmente, la disminución de ingresos para los transportadores tradicionales. Además, la mayoría cree que el Metrocable ha contribuido a mejorar la movilidad, la seguridad, la calidad de vida y la valorización del barrio.
Los residentes de las comunas 1 y 2 afirmaron que se incrementó la seguridad, especialmente en las inmediaciones de las estaciones. La reducción en la tasa de homicidios suele ser vinculada a la llegada del Metrocable, dado que este hecho se produjo al mismo tiempo que la inauguración del sistema de cable aéreo, aunque no se puede establecer una relación causal clara y otros factores significativos también han tenido un impacto. No obstante, la percepción de una mayor seguridad es, sin lugar a dudas, muy importante. Los participantes de la entrevista indicaron que el Metrocable ha promovido una mejora en la oferta comercial, cultural y educativa, así como el inicio del turismo en la región. Aunque su uso no es muy extendido, los residentes de las comunas Popular y Santa Cruz aprecian la capacidad de desplazarse por la ciudad con mayor comodidad y a un precio asequible. El Metrocable facilita la conexión entre la ciudad y los residentes del sector, rompiendo con el aislamiento que anteriormente caracterizaba la vida en el barrio. Además, fomenta nuevas aspiraciones y amplía los horizontes para los jóvenes, particularmente en el área de la educación tecnológica y universitaria.
El Metrocable no solo facilita el transporte, sino que también encarna el orgullo de los habitantes de los barrios del sector nororiental de la ciudad. El sistema de cable aéreo y el parque biblioteca Santo Domingo se han convertido en puntos de referencia esenciales para la comunidad. En las narrativas de los habitantes, se refleja la percepción de formar parte del futuro de la ciudad. Ciertamente, la retórica de transformación suele manifestarse mediante la adopción de vocabulario del discurso oficial. A pesar de ello, puede considerarse como el inicio de un cambio significativo en las mentalidades de los residentes de estas áreas; será crucial seguir su evolución en los años futuros.
Los pobladores del sector coinciden con la administración local en que el Metrocable ha sido un factor clave para reducir la estigmatización de los barrios en la zona nororiental. A este respecto, es pertinente observar que las representaciones de dichos barrios enriquecen la historia urbana de la violencia, con sus elementos míticos que rodean a los capos del narcotráfico, los sicarios, las pandillas y las trabajadoras sexuales. Esta imagen ha sido promovida y difundida a través de la literatura, como en las novelas «La Virgen de los Sicarios» de Fernando Vallejo y «Rosario Tijeras» de Jorge Franco Ramos, junto con sus adaptaciones cinematográficas «La Virgen de los Sicarios» y «Rosario Tijeras»; y telenovelas. Aunque estas representaciones se apoyan en una realidad de violencias diversas, complejas y dramáticas que han impactado a estos barrios desde, por lo menos, la década de 1980, han evolucionado hacia un cliché que se asocia fácilmente con ideas segregacionistas y clasistas. En las representaciones generales de la ciudad, la zona nororiental ha sido vista como un alma condenada, acusada de ser responsable de todos los problemas que sufría Medellín en momentos de crisis.
Transcurridos cinco años desde la introducción del Metrocable, tanto los habitantes como las organizaciones locales están convencidos de que las escenas de violencia y pobreza, que afectaban a los residentes de la zona y a la ciudad en su totalidad, han quedado atrás. Una mujer del barrio Popular, al ser preguntada sobre los efectos del Metrocable, manifestó su alegría:
| «¡Es que usted no se da cuenta! ¡Todo ha cambiado! ¡Ya no nos ven tan “Populareños”!». |

La figura «Populareños» hace referencia simultáneamente al nombre del barrio y comuna, y a las connotaciones negativas que había adquirido. Así, la señora reivindica una identidad barrial que busca ser apreciada. Es importante señalar que el espacio aludido, la toponimia, está en el corazón de la afirmación del cambio; el imaginario territorializado se manifiesta en el discurso.
La confirmación de si la imagen de estos barrios y sus habitantes ha dejado de estar marcada por la mala fama de antaño es incierta. Sin embargo, se puede argumentar que la presencia de discursos positivos en los barrios cercanos al Metrocable representa un cambio importante en sí mismo. La integración, que se ha propuesto como un elemento clave del Metrocable, se manifiesta en el reconocimiento en el imaginario colectivo de que estos barrios son parte de la ciudad, en lugar de ser considerados como el blanco de temores y resentimientos de la población.
La extensa y dinámica estrategia de comunicación institucional sin duda desempeña un papel fundamental en la construcción y transformación del lugar que ocupan las comunas en el imaginario colectivo de la ciudad. Sin embargo, frente a las nuevas representaciones oficiales que la administración municipal promueve, las imágenes urbanas y los imaginarios de los ciudadanos se apegan más al pasado, mostrando resistencia a los intentos de cambio que parecen artificiales. No obstante, la conexión fácil y segura que ofrece el Metrocable representa un paso significativo en la reconfiguración de la imagen del sector y en su participación en la vida urbana.
La apertura del Metrocable generó un amplio interés entre la población. La oportunidad de conocer de cerca estos barrios, cargados de mitos y temores, dio lugar a un aumento turístico sorprendente. Los habitantes de Medellín y Antioquia, junto con personas de otras regiones del país y visitantes foráneos, hacen uso del Metrocable, frecuentemente deteniéndose en la estación terminal de Santo Domingo Savio, con el fin de disfrutar de la vista desde el mirador cercano o de visitar el parque biblioteca Santo Domingo. Tanto el trayecto en las cabinas como las estaciones del Metrocable ofrecen la posibilidad de «contemplar la ciudad en su totalidad desde otra perspectiva», desde una posición elevada. Paisajes urbanos y vistas de la ciudad que antes no eran valoradas se han convertido en un patrimonio paisajístico; lo que antes solo era disfrutado por los residentes locales, ahora está disponible para todos.
De este modo, el «derecho a la ciudad» se manifiesta con un significado dual. Las clases media y alta han podido disfrutar de una oferta recreativa que proviene en gran medida de los barrios más marginales. Este fenómeno no es habitual y probablemente está relacionado con la tecnología del sistema Metrocable y la experiencia sensorial que brinda. Asimismo, la fuerte identidad regional y la cultura local influyen, ya que los habitantes de la zona suelen recibir a los visitantes con agrado y hospitalidad. A partir de 2010, el turismo aumentó, especialmente con la inauguración de una nueva línea del Metrocable que conecta la estación terminal de la Línea K con otra que conduce al parque Arví, un extenso espacio verde dedicado a la recreación ecológica.
A pesar de la singularidad que caracteriza a este turismo interno de fin de semana, no necesariamente desafía los prejuicios que rodean al sector. En desacuerdo con lo que afirma la empresa Metro de Medellín Ltda., el uso del Metrocable y la parada en la plaza rehabilitada del barrio Santo Domingo no propician el «compartir el entorno», al menos no más allá de disfrutar de una vista desde ciertos lugares diseñados para tal efecto. La contemplación turística se manifiesta como una forma de consumo que no conlleva un compromiso auténtico con el lugar. Además, la participación visual con el entorno revela, más allá de las intervenciones específicas, un panorama urbano que sigue siendo similar al anterior, y el turista percibe y reconoce los límites estrictos de su presencia, tanto en el espacio como en el tiempo.
El Metrocable puede ser considerado un mecanismo de normalización y control en los barrios informales de la ciudad. Este sistema de transporte aéreo implica la adopción de normas sociales, reglas de comportamiento estrictas, vigilancia constante y un aumento en la recopilación de información. La mayoría de los habitantes lo ve como algo necesario e incluso positivo, aunque pueda generar incomodidad, descontento o resistencia. Sin embargo, este control social no se extiende a los grupos y organizaciones ilegales que operan fuera de las normas culturales y de la ley.
Sin duda, la creación de un sentido de inclusión mediante el Metrocable y las mejoras urbanas complementarias representa un beneficio político tanto interno como externo. La administración local ha ganado en legitimidad y gobernabilidad, mientras que el impacto visual del cable aéreo y de una arquitectura de «calidad» en áreas urbanas desfavorecidas atrae la atención de arquitectos y urbanistas en todo el mundo. El Metrocable se presenta como un estandarte en la promoción de una imagen urbana que busca ser competitiva en el ámbito económico y socialmente inclusiva. La experiencia innovadora de Medellín ha generado un considerable interés en diversas ciudades y en agencias multilaterales de desarrollo. A pesar de que los resultados en movilidad y bienestar son modestos, el sistema Metrocable posee un gran significado simbólico. Esta gestión del simbolismo, en el contexto de un urbanismo contemporáneo del espectáculo, constituye sin duda un elemento crucial y eficaz.

## Incidentes
El 26 de junio de 2024, al iniciar su servicio comercial habitual en la madrugada, se registró la colisión entre dos telecabinas del sistema sobre la plazoleta oriental de la Estación Popular, lo que resultó en el descuelgue e inmediata caída de una de las cabinas sobre la vía pública, en la cual viajaban 11 pasajeros. A la fecha, el incidente deja un saldo de 20 personas heridas y 1 fallecida.